# Zhang (astronomie chinoise)
Pour les articles homonymes, voir Zhang.
Zhang (chinois : 張宿, pinyin : zhāng xiù) est une loge lunaire de l'astronomie chinoise. Son étoile référente (c'est-à-dire celle qui délimite la frontière occidentale de la loge) est υ¹ Hydrae. La loge occupe une largeur approximative de 18 degrés. L'astérisme associé à la loge contient, outre cette étoile, cinq autres étoiles. En astrologie chinoise, cette loge est associée au groupe de l'oiseau vermillon du sud.
Dans le cadre de son groupe de travail sur les noms d'étoiles, l'Union astronomique internationale a officialisé le nom de Zhang pour désigner Upsilon1 Hydrae le 30 juin 2017.

## Source
1. ↑  « Comment sont nommées les étoiles? », sur IAU.org, Union astronomique internationale (consulté le 8 septembre 2020)

- (en) Francis Richard Stephenson et David A. Green, Historical supernovae and their remnants, Oxford, Oxford University Press, 2002, 252 p. (ISBN 0198507666), page 18.